# Вечный огонь

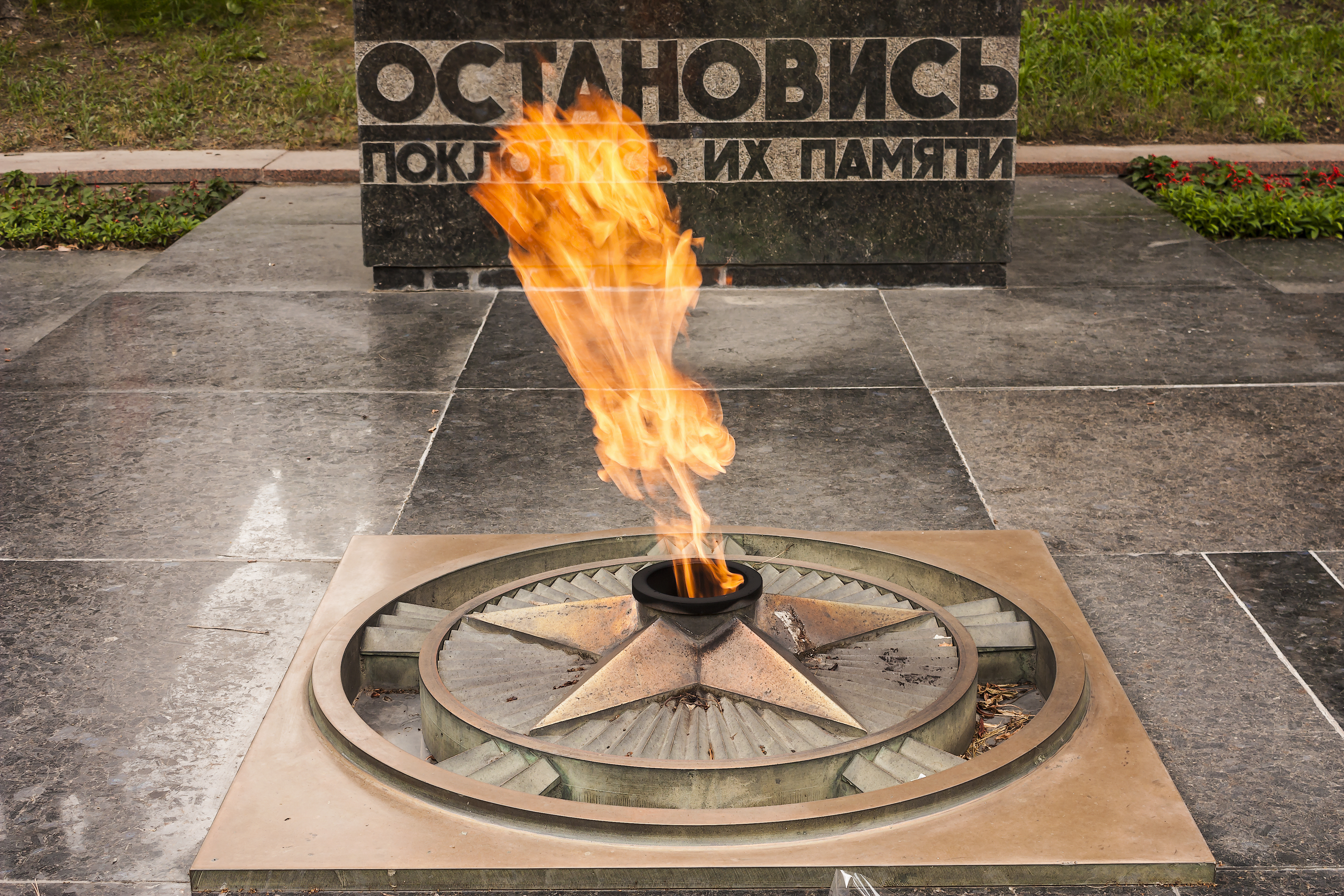
Вечный огонь в Пятигорске (Россия) в память павшим в годы войны

Ве́чный ого́нь —  огонь, символически знаменующий собой торжественную память народа о павших героях, борцах за свободу, за честь Родины. В российском праве — элемент воинского захоронения или мемориального сооружения, находящегося вне воинского захоронения, с постоянным горением огня (не путать с «Огнём памяти», который горит периодически). Непрерывное горение достигается путём подачи газа к определённому месту сжигания. Обычно входит в мемориальный комплекс.
В год для поддержания пламени требуется 12 тонн сжиженного углеводородного газа или порядка 5,5 тысячи кубометров природного газа.

## Вечный огонь в мире

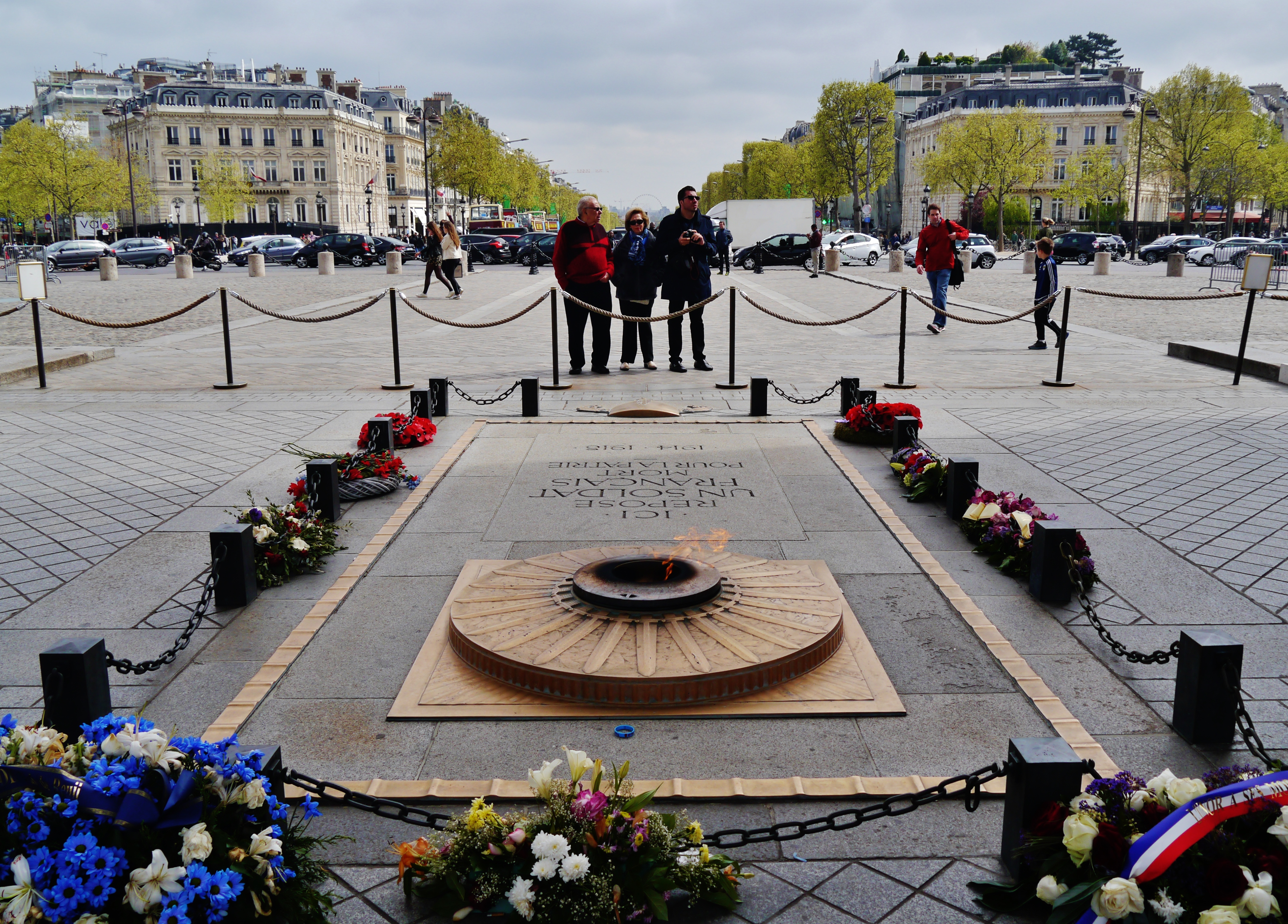
Вечный огонь в Париже — первый в своём роде

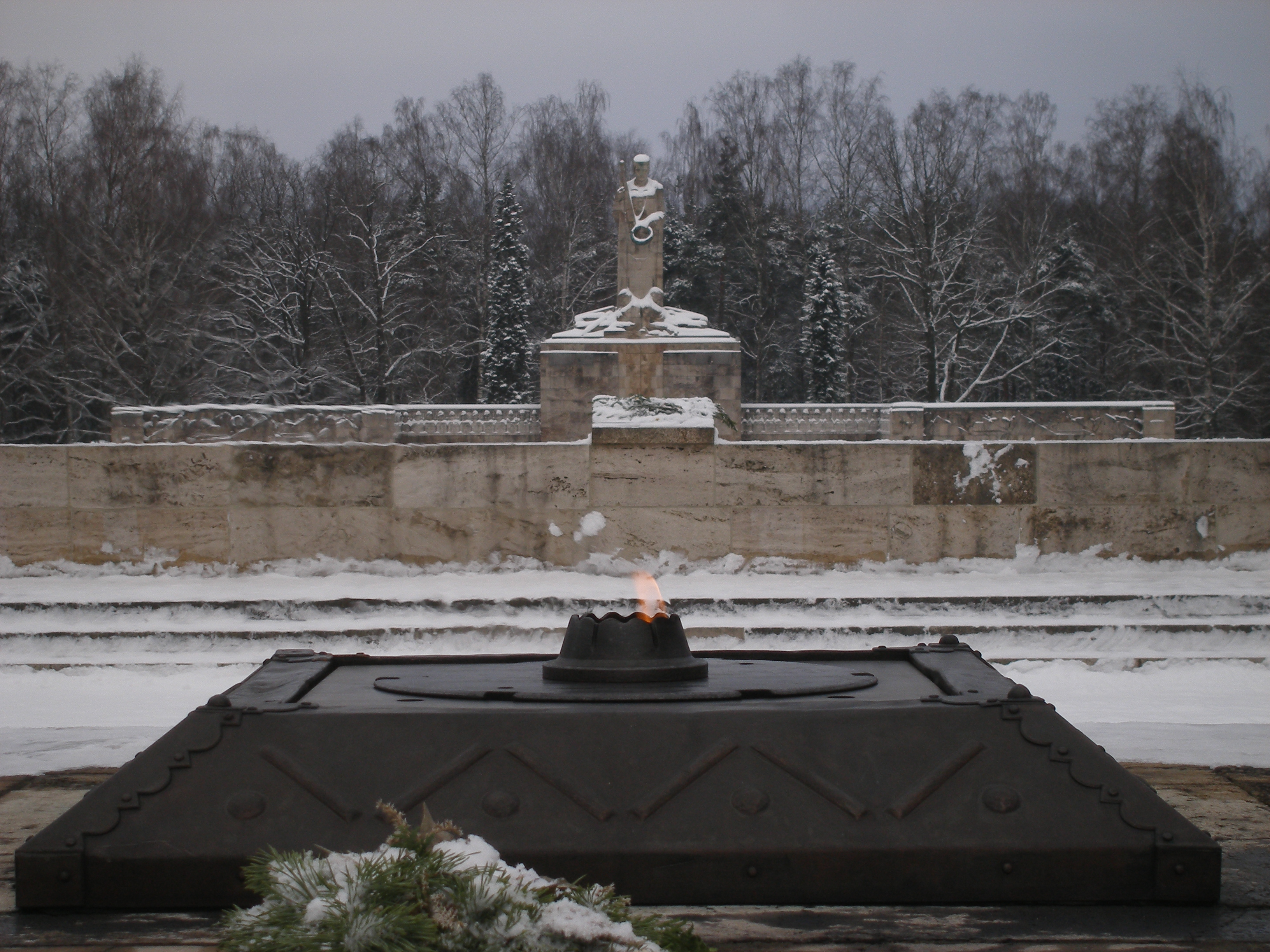
Вечный огонь на Братском кладбище в Риге

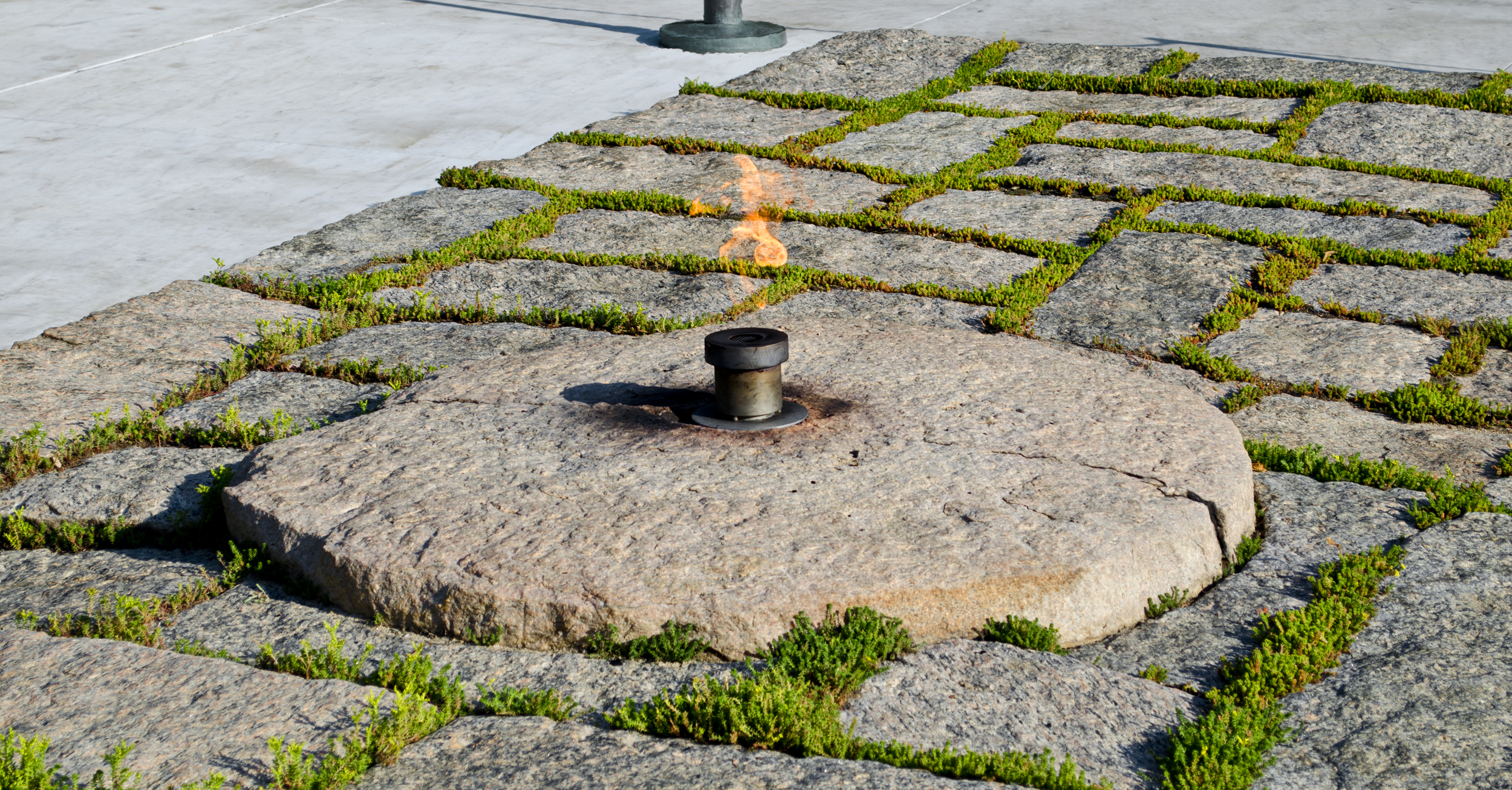
Мемориал, посвящённый 35-му президенту США — Джону Фицджеральду Кеннеди на Арлингтонском национальном кладбище)

Все индоевропейские народы видели в огне светоносное и теплотворное начало, способное изгонять болезни и побеждать силы мрака. Именно потому культ огня занял центральное место в религиозных воззрениях индоевропейцев. Иранские огнепоклонники-зороастрийцы хранили «вечный огонь» не только в домашних очагах, но и в храмах огня; в Риме в храме Весты горел вечный огонь, поддерживаемый весталками — предназначенными для этого жрицами-девственницами; у литовцев перед идолом Перкунаса вайделотки дубовыми дровами непрестанно поддерживали неугасимый огонь.
Во многих вариациях индуизма почитание огня является важной частью обряда и имеет огромную предысторию, которая корнями уходит в исторические периоды «приручения огня». Огни для кремации в городе Варанаси горят уже несколько тысячелетий — благодаря ответственности семей определённой касты, которые следят за тем, чтобы огонь горел много поколений.
Вечный огонь в новейшее время зажжён впервые у Триумфальной арки Парижа через два года после открытия мемориала на могиле Неизвестного солдата, где покоятся останки павшего в боях Первой мировой войны французского солдата. Инициативу скульптора Грегуара Кальве «в октябре 1923 года активно поддержал журналист Габриэль Буасси. 11 ноября 1923 года в 18.00 военный министр Франции Андре Мажино в торжественной обстановке впервые зажёг пламя мемориального огня. С этого дня огонь на мемориале зажигается ежедневно в 18.30, в церемонии участвуют ветераны Второй мировой войны». Эту инициативу подхватили в других странах при создании национальных и городских памятников в память о павших в боях солдатах.
Память о погибших в годы Второй мировой войны мемориальным огнём первой почтила Польша. 8 мая 1946 года загорелся вечный огонь на площади Маршала Юзефа Пилсудского в Варшаве, у восстановленной после фашистской оккупации Могилы неизвестного солдата. В 1991 году вечный огонь в здании бывшей гауптвахты «Нойе Вахе» (Neue Wache) в Германии демонтирован, установлена увеличенная копия статуи «Мать с погибшим ребёнком» работы Кете Кольвиц.
В мире созданы мемориалы с вечным огнём, созданные в память о жертвах междоусобных и национально-освободительных войн (Хорватия, Азербайджан, Испания, Колумбия). В октябре 1965 года в Ереване (Армения) открыт мемориал Цицернакаберд в память о жертвах армянского геноцида. В южноафриканской Претории в 1938 году зажжён вечный огонь у «Монумента Пионерам» (Voortrekker) как символ памяти о массовом переселении африканцев вглубь континента в 1835—1854 годах (Великий путь «Die Groot Trek»). 1 августа 1964 года вечный огонь был зажжен в Японии в Хиросиме на монументе «Пламя мира» в Мемориальном парке мира. По задумке создателей парка, пламя будет гореть до полного уничтожения ядерного оружия на планете.
Первый огонь в честь отдельного человека зажжён в США в Далласе на Арлингтонском кладбище на могиле президента США Джона Кеннеди по желанию его вдовы Жаклин Кеннеди 25 ноября 1963 года. Один из пяти вечных огней Латинской Америки также зажжен в честь исторической личности. В столице Никарагуа городе Манагуа на площади Революции горит пламя на могиле Карлоса Фонсеки Амадора — одного из основателей и руководителей «Сандинистского фронта национального освобождения» (СФНО).
В странах, образовавшихся после распада СССР, на многих монументах вечный огонь потушен из-за экономических или политических соображений. В Прибалтике Вечный огонь сохранился лишь в Даугавпилсе (Латвия). Также по политическим соображениям в 2004 году был потушен чилийский Вечный огонь Свободы, зажжённый хунтой Аугусто Пиночета в 1975 году.

### Вечный огонь в СССР и России

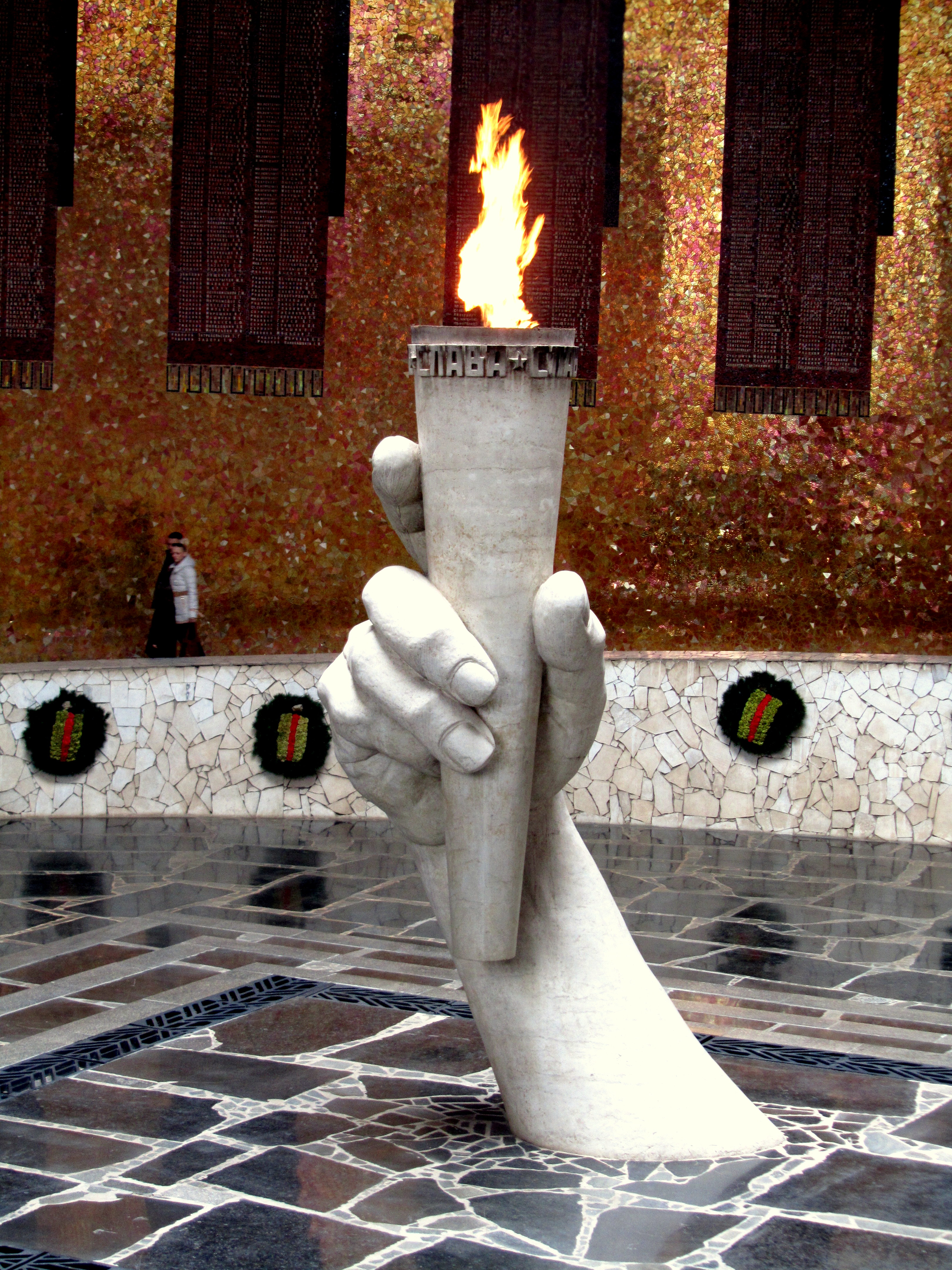
Вечный огонь в Зале воинской славы на Мамаевом Кургане, Волгоград

Первый в СССР «Вечный огонь» зажжён в посёлке Первомайский Щёкинского района Тульской области 9 мая 1957 года в память о павших в Великой Отечественной войне. Однако Вечным в полном смысле этих слов его назвать нельзя, поскольку его горение регулярно прекращалось (до 2013 года в течение более чем 10 лет огонь зажигался только несколько раз в году, в частности, в День Победы, день начала Великой Отечественной войны, День защитника Отечества, день освобождения Щёкина от нацистских оккупантов — 17 декабря). 6 мая 2013 года состоялась торжественная церемония восстановления непрерывного горения Вечного огня в посёлке Первомайском.
Первым официально зажжённым Вечным огнём в СССР считается огонь, зажжённый 6 ноября 1957 года на Марсовом поле в Ленинграде у памятника «Борцам революции». Факел для открытия мемориала зажжён сталеваром Жуковским от мартена № 1 «Кировского завода» (ранее — «Путиловский завод», «Красный Путиловец»). «Вечный огонь на Марсовом поле стал источником пламени для большинства воинских мемориалов, открытых в городах-героях СССР, а также городах воинской славы в знак памяти о жертвах Великой Отечественной войны 1941—1945 годов.». Иногда в своей истории Вечный огонь на Марсовом поле в рамках проводимых работ гас.
22 февраля 1958 года в честь 40-летия Советской армии и Военно-морского флота зажжён вечный огонь на Малаховом кургане в Севастополе. Торжественной церемонией руководил Герой Советского Союза, в прошлом командующий Черноморским флотом адмирал Филипп Сергеевич Октябрьский, кто в годы войны возглавлял Севастопольский оборонительный район. Позднее от этого огня зажжены вечные огни на мемориалах Сапун-горы (Севастополь), Керчи, Одессы и Новороссийска.
9 мая 1960 года вечный огонь был зажжен в Калининграде (Памятник 1200 гвардейцам).
Через 5 месяцев после открытия самого мемориала — 8 мая 1967 года зажжён огонь на Могиле Неизвестного солдата в Александровском саду Москвы. «Факел с огнём был доставлен из Ленинграда всего за один день по эстафете. У Манежной площади ценный груз принял знаменитый лётчик, Герой Советского Союза Алексей Маресьев, а саму церемонию зажжения провёл Генеральный секретарь КПСС Леонид Брежнев».
В 1982 году Вечный огонь был зажжен во Владивостоке (Мемориальный комплекс на Корабельной набережной).

#### Москва

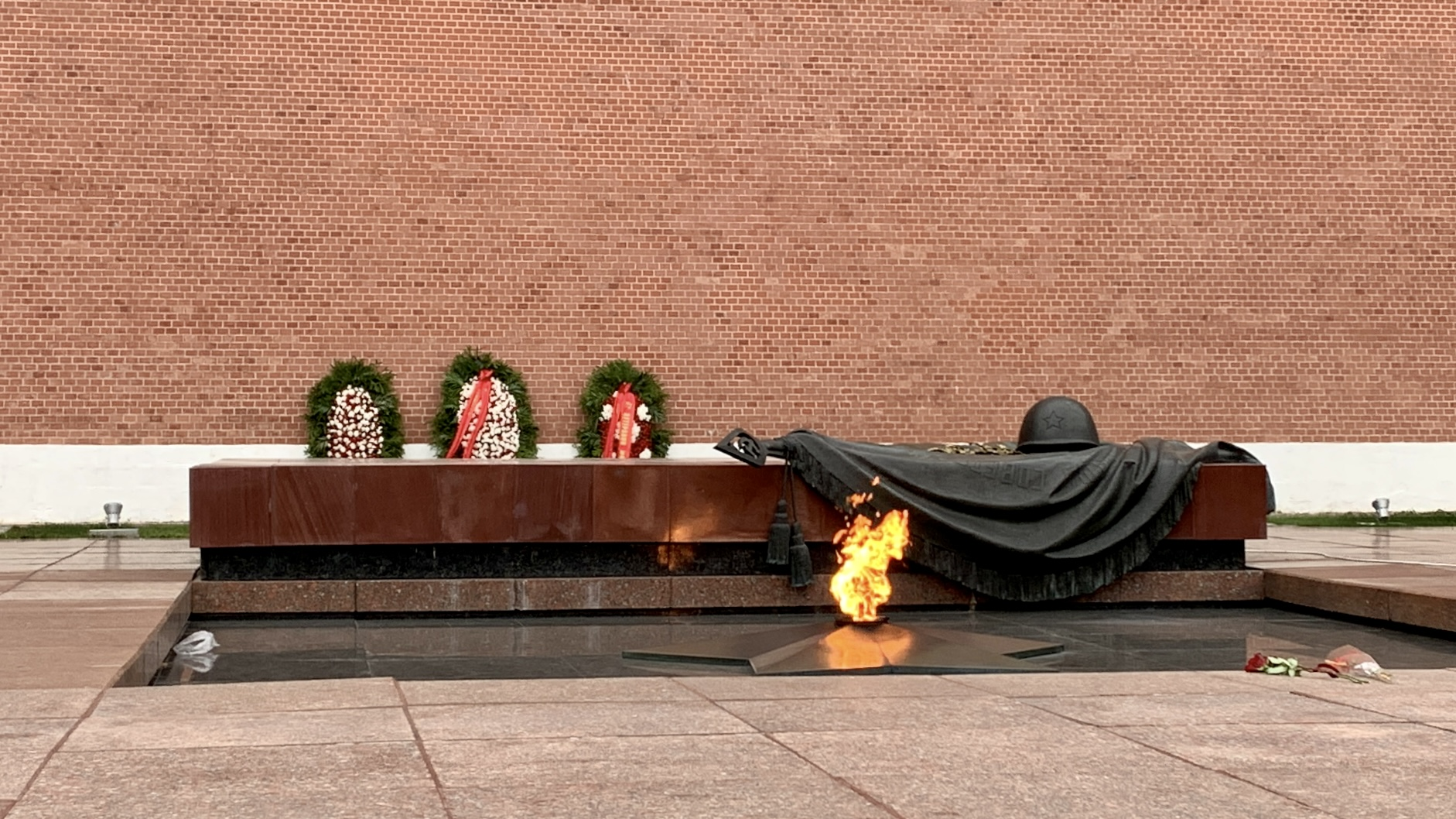
Вечный огонь на Могиле Неизвестного солдата у Кремлёвской стены

В Москве в настоящее время горят четыре Вечных огня.
Первый в Москве Вечный огонь зажжён на Преображенском кладбище 9 февраля 1961 года. В ряде источников ошибочно указан 1956 год, что невозможно, поскольку огонь зажжён от Вечного огня на Марсовом поле в Ленинграде. Именно здесь располагалось крупнейшее в городе захоронение в братских могилах воинов, погибших в боях за Москву и скончавшихся от ран в московских госпиталях. К 2004 году трубы, подающие газ к Вечному огню, настолько износились, что он был выключен. После ремонта огонь зажжён вновь 30 апреля 2010 года.
8 мая 1967 года зажжён Вечный огонь на Могиле Неизвестного солдата у Кремлёвской стены. Вечный огонь горел здесь до 27 декабря 2009 года, когда в связи с необходимостью реставрации мемориала огонь с воинскими почестями был временно перенесён на Поклонную гору в Парк Победы. В День защитника Отечества, 23 февраля 2010 года, Вечный огонь был возвращён к Кремлёвской стене.

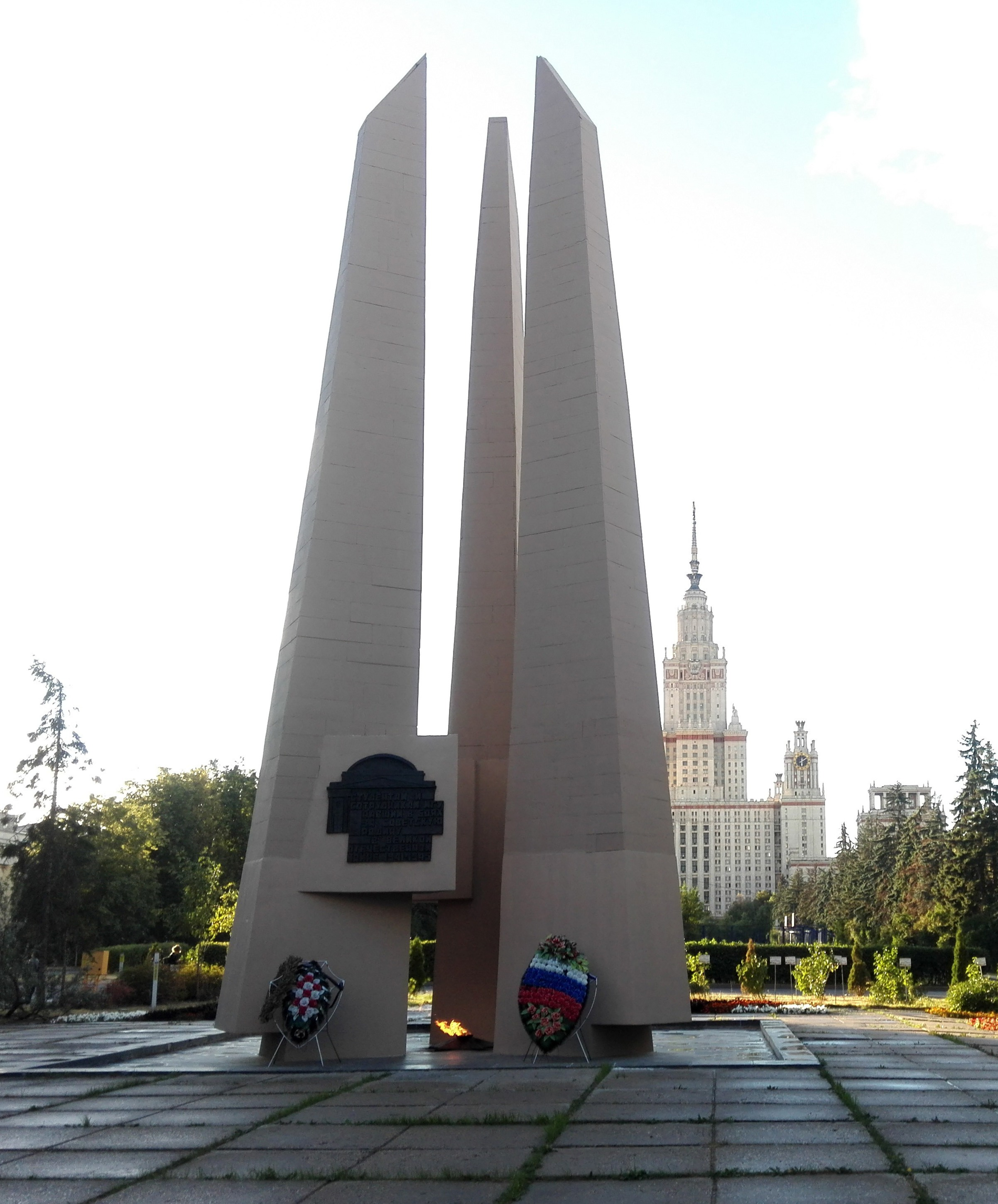
Вечный огонь на территории Московского университета

6 мая 1975 года зажжён Вечный огонь у монумента на территории Московского университета.
30 апреля 2010 года зажжён Вечный огонь на Поклонной горе.

#### Санкт-Петербург
В Санкт-Петербурге горят пять вечных огней: на Марсовом поле (c 1957), Пискаревском кладбище (c 1960), Серафимовском кладбище (c 1965), площади Победы (c 1975) и Невском мемориале «Журавли» (с 2025). Последний был зажжён 6 мая 2025 года в честь 80-летия Великой Победы.